# Međurečje (okręg raski)
Međurečje (cyr. Међуречје) – wieś w Serbii, w okręgu raskim, w mieście Kraljevo. W 2011 roku liczyła 60 mieszkańców.